# Contraves
Die Contraves AG (später Contraves Space AG)
war von 1936 bis 1999 ein Schweizer Rüstungsunternehmen. 

## Hintergrund
Contraves (aus dem Lateinischen contra aves für «gegen Vögel») wurde 1936 von Fritz Fischer und Max Lattmann als Kanonen-Flugabwehr-Entwicklerfirma gegründet. Das Unternehmen wurde im Laufe der 1940er Jahre zugweise vom Schweizer Waffenkonzern Oerlikon-Bührle erworben und 1989 mit den Rüstungsaktivitäten der Oerlikon-Gruppe zu Oerlikon Contraves zusammen gelegt.
Zu den bahnbrechenden Entwicklungen von Contraves, deren Produktionspalette der Firmenherkunft entsprechend Feuerleitgeräte beinhaltete, zählt die Konstruktion und der Bau von Kinetheodoliten für Satelliten und Raumfahrt, oder die ersten praxisreifen, absturzsicheren Grafikterminals, die für Zwecke der um 1990 aufgebauten fachbezogenen bzw. nationalen Geoinformationssysteme entwickelt wurden. 
1999 übernahm der deutsche Rüstungskonzern Rheinmetall die zuvor abgespaltene Oerlikon Contraves Defence. Die Aktivitäten im Raumfahrtsektor verblieben zunächst im Oerlikon-Konzern, wurden aber später in Oerlikon Space umfirmiert. 2009 wurden sie vom Schweizer Rüstungs- und Technologiekonzern RUAG übernommen und in die RUAG Space integriert.
In den 1960er Jahren war Contraves an illegalen Exporten von Waffen nach Nigeria und Südafrika beteiligt.